# Бахлуй
Бахлу́й (рум. Bahlui) — река в Румынии, в регионе Западная Молдавия, правый приток реки Жижия, относится к бассейну Дуная. Истоки реки Бахлуй находятся в низких горах на территории коммуны Тудора в жудеце Ботошани, на высоте 500 метров над уровнем моря, к северу от горы Дялул-Маре, к востоку от Сучавского плато. Река течёт в юго-восточном направлении через жудец Яссы, течёт через города Хырлэу и Яссы. Делит город Яссы на две части. Впадает в реку Жижия на территории коммуны Томешти в жудеце Харгита, рядом с селом Коперешти. В селах Пырковач и Танса в жудеце Яссы на реке построены плотины. Длина 119 километров. Площадь бассейна — 2007 квадратных километров. Среднегодовой расход воды 2,8 кубического метра в секунду. Главные её притоки — реки Гургуята, Николина, Богонос и Бахлуец. Из мостов наиболее известен каменный мост в Яссах. 
Название происходит от нем. Bach — ручей.
Социальными мотивами пронизано стихотворение «Ода Бахлую» (Odă cătră Bahlui) Василе Александри (1821–1890). Реку описывает Алеку Руссо в произведении «Яссы и его жители в 1840 году» (Iaşii şi locuitorii lui în 1840).